# Rettungsaktion in der Riesending-Schachthöhle

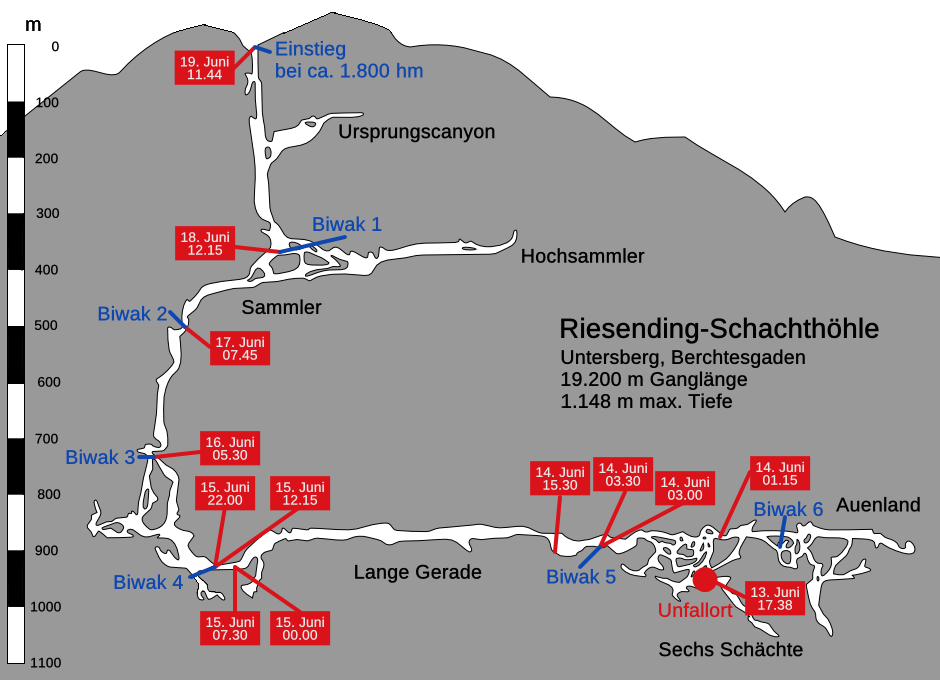
Etappen der Rettungsaktion, Höhlen-Querschnitt

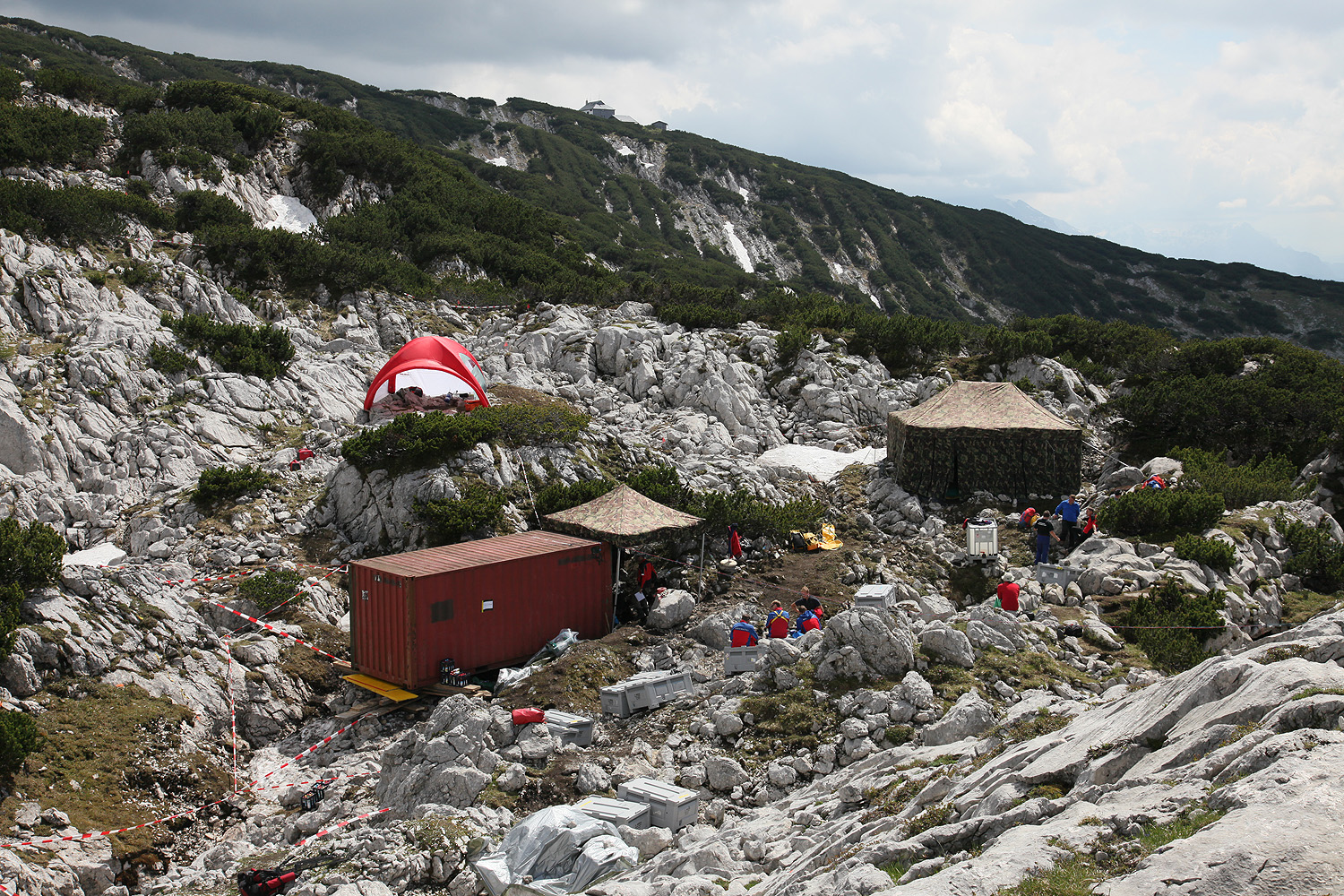
Zeltstadt der Rettungskräfte am Höhleneingang auf dem Untersberg

Die Rettungsaktion in der Riesending-Schachthöhle war die Höhlenrettung des Höhlenforschers Johann Westhauser im Juni 2014 aus der Riesending-Schachthöhle im Untersberg, Berchtesgadener Alpen im Gemeindegebiet von Bischofswiesen im bayerischen Landkreis Berchtesgadener Land. Der internationale Rettungseinsatz gehört zu den aufwändigsten und medial meist beachteten.
Der erfahrene und mit der Höhle bestens vertraute Höhlenforscher war durch Steinschlag in ca. 1000 m Tiefe und sechs Kilometer Höhlenstrecke vom Zugang entfernt am Kopf verletzt worden. Für die Rettung waren über 700 Personen aus fünf Nationen im Einsatz, davon über 200 in der Höhle. Die Kosten wurden auf rund eine Million Euro geschätzt. Sie erforderte vom Unfallzeitpunkt bis zum Erreichen des Tageslichtes zwölf Tage.

## Unfallereignis
Johann Westhauser und zwei weitere Höhlenforscher stiegen am Mittag des Samstag, 7. Juni 2014 in die Höhle ein, die als „ab dem ersten Meter […] technisch anspruchsvolle Schacht- und Wasserhöhle“ gilt. Am Sonntag, 8. Juni 2014 gegen 01:30 Uhr (MESZ) wurde Westhauser in rund 1000 Metern Tiefe bei einem Steinschlag schwer am Kopf verletzt. Dabei erlitt er ein Schädel-Hirn-Trauma sowie einen Jochbeinbruch. Sein Helm wurde dabei nur geringfügig beschädigt.
Einer seiner Begleiter blieb nach der Erstversorgung und Lagerung des Verletzten in der Höhle bei Westhauser, während der andere Begleiter aufbrach, um Hilfe zu holen. Im Berg bestand damals weder Funk- noch Mobilfunkverbindung in der Höhle zur Außenwelt. Nach zwölf Stunden Aufstieg (etwa sechs Kilometer Wegstrecke) erreichte der alarmierende Begleiter den Höhleneingang und konnte von dort die Rettungsaktion in Gang setzen.

## Rettungsaktion

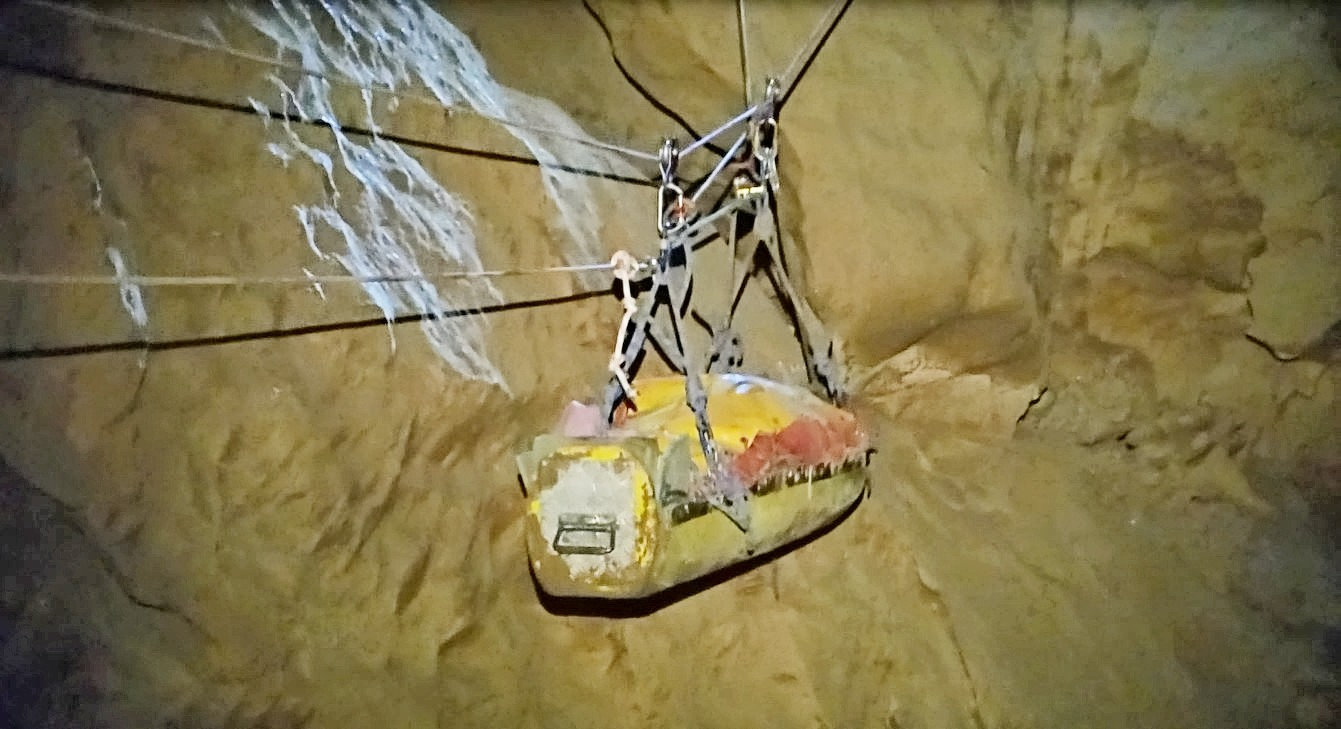
Transport des Verletzten innerhalb der Höhle

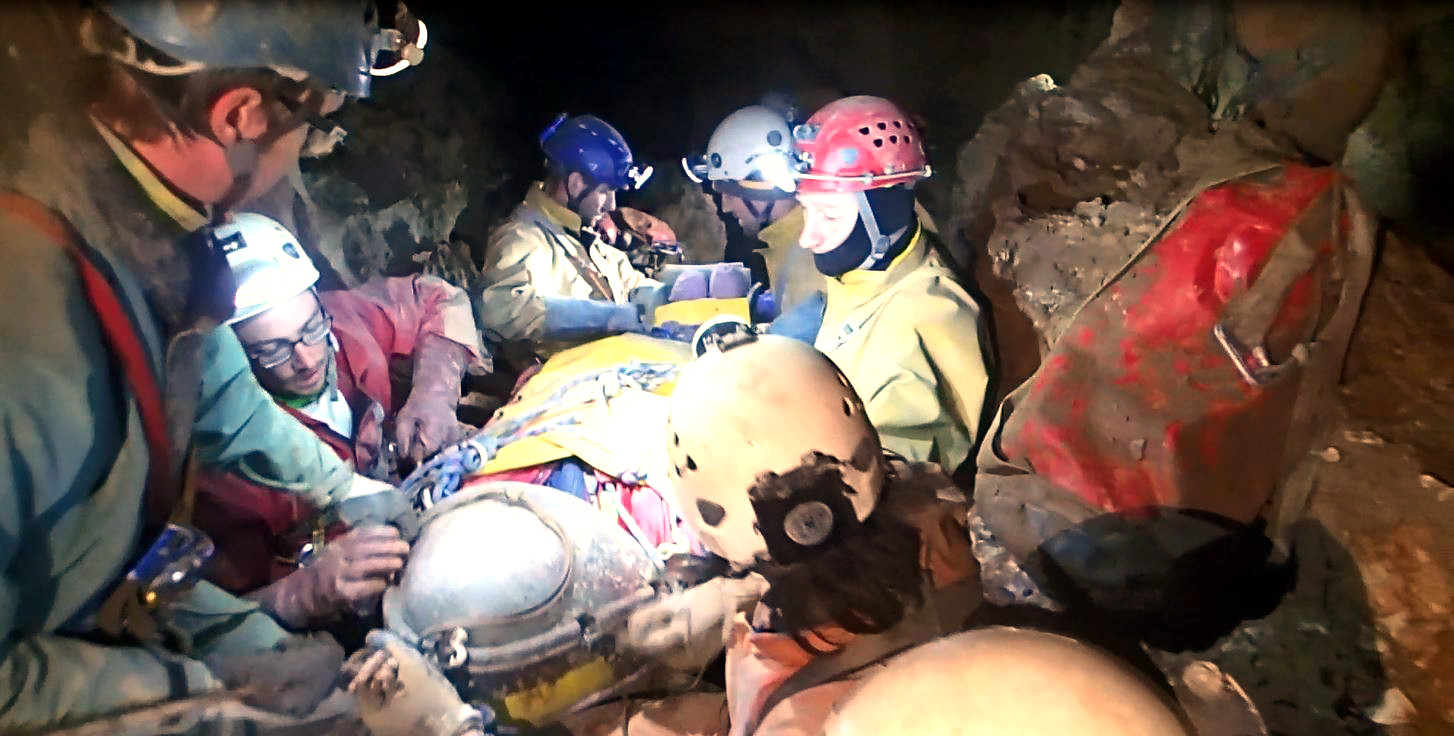
Verletztenversorgung in der Höhle

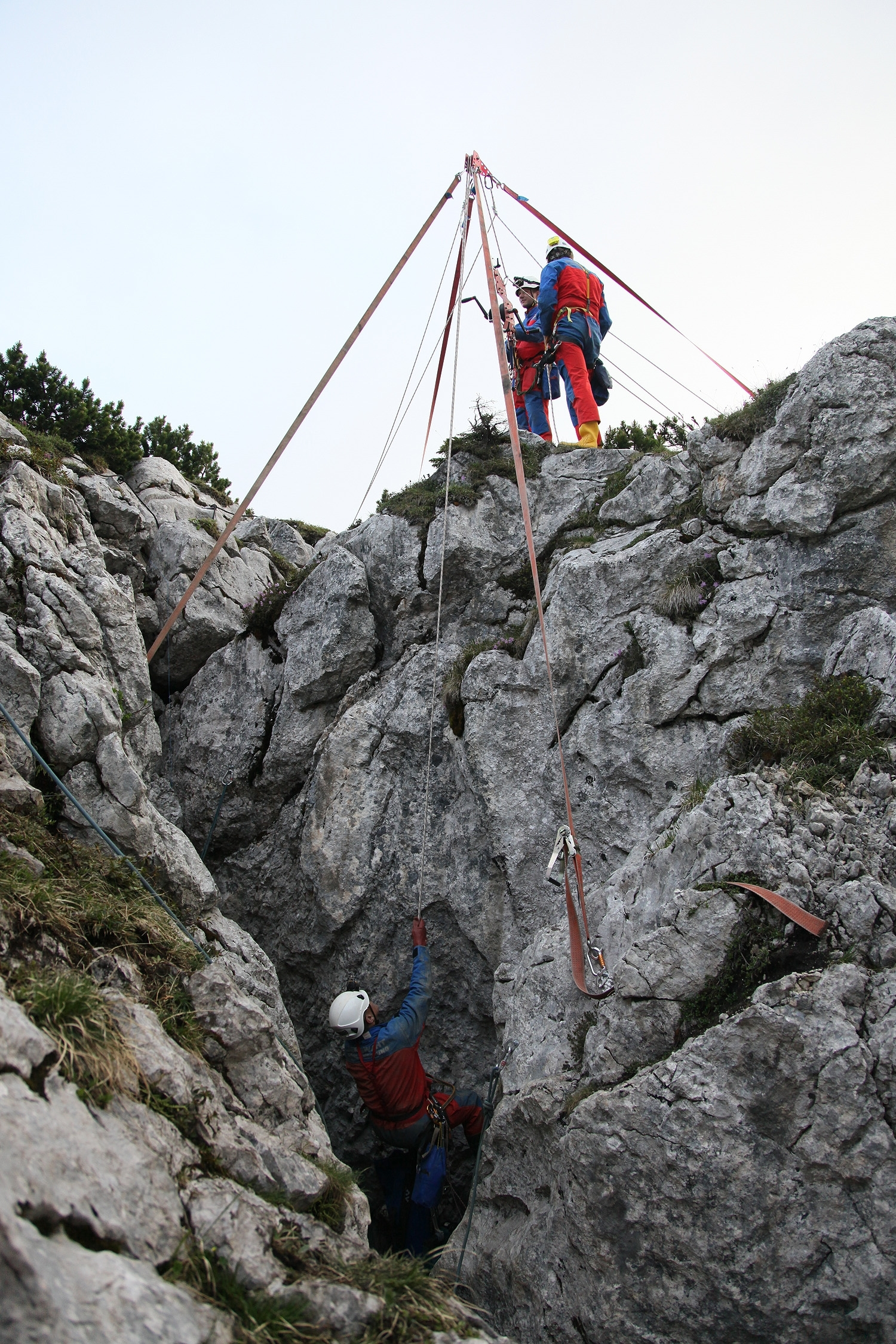
Die Seilwinde, mit der Westhauser im letzten Abschnitt gerettet wurde

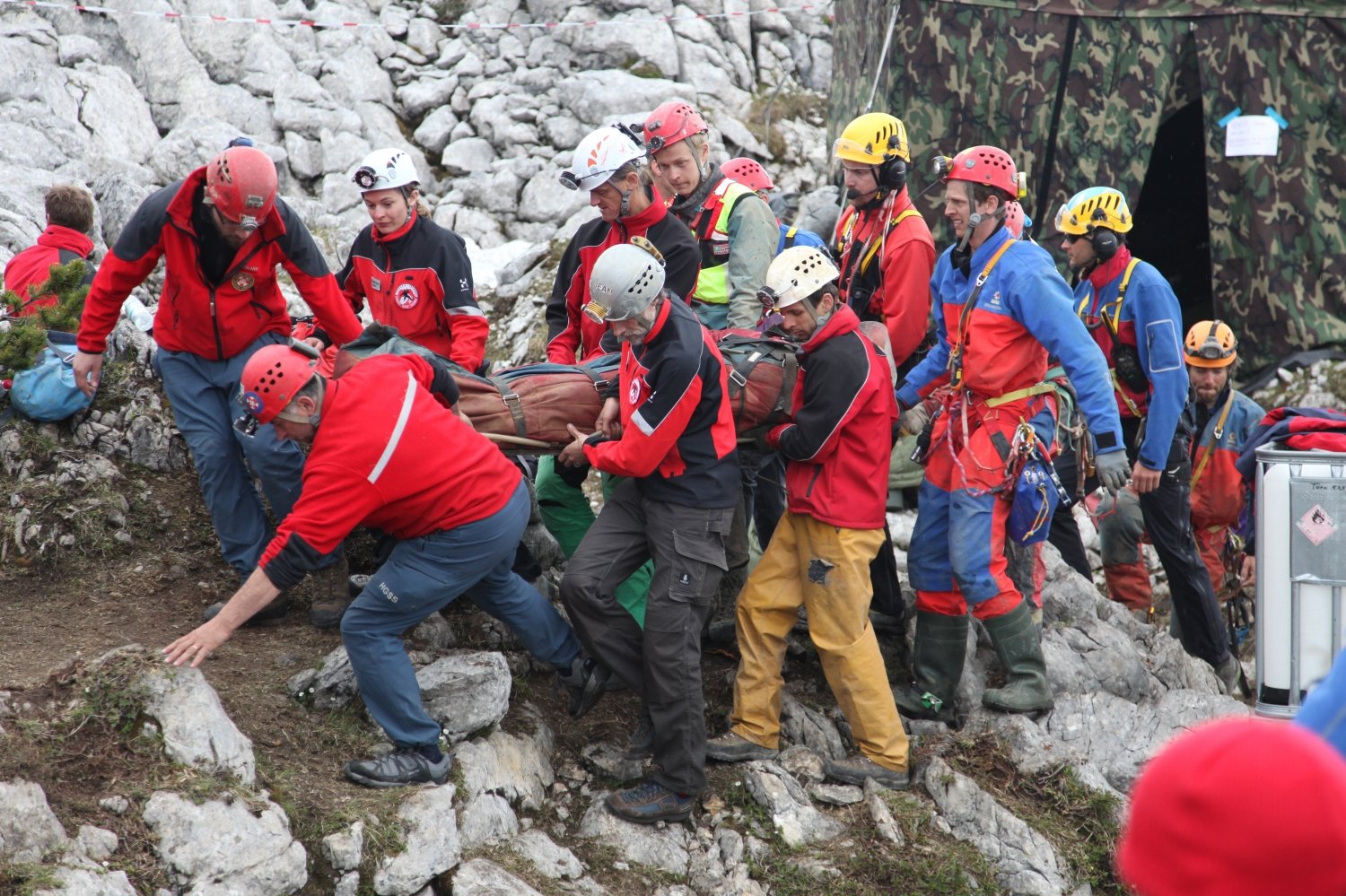
Die Retter bringen Westhauser zum Hubschrauber

Nachdem bereits mehrere Höhlenretter den Verletzten erreicht und versorgt hatten, traf am Abend des 11. Juni ein Arzt an der Unglücksstelle ein. Am Freitag, den 13. Juni 2014 begann der langwierige Abtransport des Verletzten, der wegen der Verletzung und der komplizierten Höhlenstruktur äußerst schwierig war. Der Zustand Westhausers stabilisierte sich in den Einsatztagen so weit, dass er kurzzeitig aufstehen und an der Rettung mitwirken konnte. Eine besondere Herausforderung war, einen Rettungskollaps während der komplizierten Rettung zu vermeiden. Westhauser war bei der Rettung liegend auf einer Trage festgeschnallt, musste daher auch am 200 Meter hohen, engen und verwinkelten Schacht am Höhleneingang auf dieser mit Muskelkraft hochgezogen werden. Am Donnerstag, den 19. Juni 2014 um 11:44 Uhr konnte die Rettungsaktion mit der Ankunft Westhausers an der Oberfläche erfolgreich abgeschlossen werden. Die senkrechten Schlote innerhalb der Höhle wurden bewältigt, indem Retter sich als Gegengewichte herunterließen, sowie für den letzten Teil mit einer manuell betätigten Seilwinde, die oberhalb des Höhleneingangs installiert wurde. Für die anschließende Versorgung war extra im Gebirge eine Notfallstation aufgebaut worden, Westhauser wurde dann in die Unfallklinik Murnau geflogen.
Für die Rettung mussten die Wege in der Höhle zusätzlich mit Fixseilen, Bohrhaken und Trittstiften gesichert werden. Zur Kommunikation wurde ein Cave-Link-System (mit einem redundanten Zweitsystem) genutzt und außerdem ein Kabel für ein Telefon verlegt. Zeitweilig befanden sich bis zu 60 Personen in der Höhle und es waren bis zu 90 Prozent der Höhlenretter-Ausrüstung der Bergwacht Bayern in der Höhle verbaut. Eine Herausforderung stellte die Versorgung des Verletzten und der Höhlenretter dar. Jeder Höhlenretter konnte aus Sicherheitsgründen nur einen wasserdichten Schleifsack mitnehmen, um die Gefahr, lose Steine zu bewegen, zu minimieren. Darin befanden sich jeweils etwa zehn Kilogramm Material zur Selbstversorgung und zehn Kilogramm weiteres Material (Versorgung und Verpflegung anderer Helfer, Sicherungs- und Rettungsmaterial). Größere, absturzgefährdete Gesteinsbrocken mussten mit Bauschaum gesichert werden.
Am Höhleneingang wurden ein Materiallager, eine notfallmedizinische Versorgungsstation und eine Notunterkunft für die Einsatzkräfte aufgebaut; im Umfeld des Höhleneinganges wurde ein provisorischer Landeplatz für Hubschrauber errichtet. Das Lage- und Pressezentrum wurde durch die Bergwacht Bayern bei der Feuerwehr Berchtesgaden eingerichtet, das Lager für die Einsatzkräfte und der Hubschrauberlandeplatz befanden sich in der Jägerkaserne der Bundeswehr in Bischofswiesen-Strub bei Berchtesgaden. Insgesamt waren 728 Helfer im Einsatz, davon waren 202 Retter aus fünf Nationen in der Höhle: 89 Italiener, 42 Österreicher, 27 Deutsche, 24 Schweizer und 20 Kroaten. Die kroatischen Höhlenretter wurden von der Einsatzleitung angefordert, um die Sicherung der Helfer in der Höhle zu übernehmen. Zwei Schweizer, Andy Scheurer und Rolf Siegenthaler, beide von Speleo-Secours, leiteten von Berchtesgaden aus den Untertage-Einsatz.
Über die Rettungsaktion, die als „Kapitel alpiner Rettungsgeschichte“ bezeichnet wurde, wurde international berichtet. Bergwacht-Chef Heiland verglich die Rettungsaktion mit der ebenfalls in internationaler Zusammenarbeit organisierten Rettung Claudio Cortis 1957 aus der Eiger-Nordwand. Die Rettung aus der Riesending-Höhle übertraf den Aufwand der internationalen Zusammenarbeit aber weit.
Die Salzburger Höhlenretterin Sabine Zimmerebner, die Westhauser bei der Rettung nach oben begleitete, verunglückte 2015 in einer Höhle in Grödig tödlich.

## Nachwirkungen
Der Höhleneingang wurde per Gemeindeverordnung vom 24. Juni 2014 nach § 26 Abs. 1 LStVG am 27. Juni 2014 verschlossen, um Gefahren durch und für Katastrophentouristen zu vermeiden. Für den Zugang werden Einzelgenehmigungen bei berechtigtem Interesse und körperlicher wie fachlicher Eignung erteilt.
Die Hubschraubereinsätze der bayerischen Polizei wurden nicht in Rechnung gestellt, weil kein Vorsatz oder grobe Fahrlässigkeit vorgelegen habe.
2015 wurden die Kosten des Rettungseinsatzes durch das Bayerische Innenministerium auf etwa 960.000 Euro beziffert, von denen Westhauser selbst „einen nicht unerheblichen Beitrag“ übernehme.
Die beiden Bergretter Klemens Reindl und Heiner Brunner von der Bergwacht Bayern wurden 2015 für die Leitung der Rettungsaktion mit dem Roland Gutsch Project Management Award 2014 der Deutschen Gesellschaft für Projektmanagement ausgezeichnet.
Der Ausbau des zunächst in der Höhle zurückgebliebenen Materials erfolgte in den niederschlagsarmen Herbstmonaten zwischen August und Oktober. Ein Teil der Ausrüstung wurde für zukünftige Höhlengänge in den bestehenden Biwaks deponiert. Insgesamt dauerte es sechs Jahre, bis die Forscher an fünf bis zehn Tagen pro Jahr ehrenamtlich insgesamt über eine Tonne Material und Abfall der Rettungsaktion von 2014 mit Muskelkraft aus der Höhle holen konnten.

## Film
- 2022: Riesending – Jede Stunde zählt, zweiteiliges Fernsehfilm-Drama von Jochen Alexander Freydank mit Verena Altenberger, Maximilian Brückner und Anna Brüggemann.